# Alun Jones (Tennisspieler)
Alun Jones (* 26. April 1980 in Boksburg, Südafrika) ist ein ehemaliger australischer Tennisspieler.

## Karriere
Alun Jones spielte im Jahr 2000 erstmals auf der Profitour. In dieser Zeit, als er nur auf der drittklassigen ITF Future Tour unterwegs war, spielte er sich in der Weltrangliste im Einzel schon unter die Top 450. Ein Jahr später in Adelaide gelang ihm über die Qualifikation erstmals der Einzug ins Hauptfeld eines Turniers der ATP Tour. Hier unterlag er dem US-Amerikaner Paul Goldstein. Eine Woche später erhielt er von den Turnierverantwortlichen der Australian Open eine Wildcard für das Einzelfeld. Dort unterlag er Juan Carlos Ferrero. Den Rest des Jahres verbrachte er auf den niedrigeren Ebenen der Future Tour und der ATP Challenger Tour. Im Doppel rückte er durch drei Titel bei Futures unter die besten 350 Doppelspieler auf, im Einzel blieb seine Platzierung weitgehend unverändert. Genauso verhielt es sich 2002, als er neben einem Future im Einzel und zwei Futures im Doppel keine großen Erfolge verzeichnen konnte.
Anfang 2003 scheiterte Jones in der australischen Hartplatzsaison stets in der Qualifikation. Im Doppel hingegen bekam er gemeinsam mit seinem Landsmann Raphael Durek eine Wildcard, die er nutzte und überraschend in der ersten Runde die an 13 gesetzten Tschechen Petr Pála und Pavel Vízner besiegte. Nach einem weiteren Sieg scheiterten sie erst im Achtelfinale an der Nummer 1 im Doppel bestehend aus Mark Knowles und Daniel Nestor. Im März konnte er auch beim Challenger in Burnie erstmals weiter in das Turnier vordringen und erreichte im Einzel das Halbfinale sowie im Doppel das Finale. Er kam mit Platz 250 im Einzel auf seine vorerst höchste Platzierung. Im Doppel wird er niemals wieder höher als Platz 149 stehen, den er im April erreichte. Anfang 2004 flog er in Melbourne jeweils in der ersten Runde raus und zog sich danach frustriert vorerst vom Profitennis zurück, um sich vorerst auf das Trainieren zu konzentrieren.
2005 kämpfte er sich durch drei Future-Titel wieder voran und schoss durch den ersten Finaleinzug bei einem Challenger in Caloundra auf sein neues Karrierehoch innerhalb der Top 250. Auch im Februar 2006 zog er im Finale von Burnie gegen Konstantinos Economidis erneut den Kürzeren. Dennoch gewann er drei Futures sowie seinen einzigen Challenger-Titel im Doppel in Kyōto, womit er im Einzel kurz von dem Einzug in die Top 200 war. Den schaffte er schließlich in Adelaide 2007, wo er seine ersten Einzelsiege auf der höchsten Turnierebene errang. Bei den Australian Open 2007 verlor er beide Auftaktpartien – und das obwohl er im Einzel gegen den Franzosen Marc Gicquel schon mit 2:0 Sätzen geführt hatte. Nach zwei weiteren Futures, die er gewann, holte er nacheinander erst den Titel beim Challenger in Nottingham und erreichte in der Folgewoche das Finale in Segovia, wo er nach 9 Siegen in Folge und nur einem Satzverlust dem Spanier Fernando Verdasco unterlag. In einer guten Form reiste er zu dem US Open 2007 an, für die er eine Wildcard erhielt und wo er mit der Nummer 2 der Welt Rafael Nadal ein schweres Los gezogen hatte. Ihm gelang bei der Niederlage zumindest ein Satzgewinn. Nach dem Turnier rangierte er mit Platz 123 auf seinem Karrierehoch. Noch vor Ende des Jahres triumphierte Jones in Burnie ein zweites Mal bei einem Challenger. 2008 spielte er mehr Matches auf der ATP Tour als zuvor. In Adelaide und Sydney (nach erfolgreicher Qualifikation) schied er jedoch zum Auftakt aus. Im Doppel stand er in Adelaide das einzige Mal in einem ATP-Halbfinale. Sein bestes Grand-Slam-Resultat konnte er bei den anschließenden Australian Open erreichen. Er besiegte den Weltranglisten-48. Albert Montañés in vier Sätzen und verlor erst in Runde 2 gegen Juan Carlos Ferrero. Mit seinen guten Leistungen auf sich aufmerksam machend, wurde Alun Jones im Februar das erste und einzige Mal in die australische Davis-Cup-Mannschaft berufen, wo er gegen den Taiwaner Yang Tsung-hua gewann. Nach weniger guten Leistungen trat er nach der Qualifikation von Wimbledon zurück, wo er von Thomas Oger die Höchststrafe von 0:6, 0:6 verpasst bekommen hatte. Als Grund gab er fehlende Motivation und die Reisestrapazen an.
In seiner Karriere konnte er 17 Futures (9 im Einzel, 8 im Doppel) sowie 3 Challengers gewinnen. Zwei der Challenger-Titel fielen in sein erfolgreichstes Jahr 2007, wo er das einzige Mal ein Grand-Slam-Turnier außerhalb von Australien spielte. In Melbourne konnte er bei vier Teilnahmen nur einmal (2008) die zweite Runde erreichen; im Doppel stand er 2008 einmal im Achtelfinale.

## Persönliches
Alun Jones, der als Sohn walisischer Eltern in Südafrika geboren und in Canberra großgezogen wurde, ist seit 2008 mit seiner Partnerin Jill verheiratet, mit der er ein Kind hat. In der romantischen Komödie Wimbledon – Spiel, Satz und … Liebe von 2004 spielte er eine Nebenrolle als Tom Cavendish.
Seit seinem Rücktritt vom Profisport führt er eine Tennis-Akademie im National Sports Club Lyneham in Canberra.

## Erfolge
| Legende (Anzahl der Siege)  |
| Grand Slam                  |
| ATP World Tour Finals       |
| ATP World Tour Masters 1000 |
| ATP World Tour 500          |
| ATP World Tour 250          |
| ATP Challenger Tour (3)     |

### Einzel

#### Turniersiege
| Nr. | Datum            | Turnier    | Belag     | Finalgegner          | Ergebnis      |
| --- | ---------------- | ---------- | --------- | -------------------- | ------------- |
| 1.  | 28. Juli 2007    | Nottingham | Rasen     | Aisam-ul-Haq Qureshi | 6:3, 4:6, 6:4 |
| 2.  | 9. Dezember 2007 | Burnie     | Hartplatz | Rameez Junaid        | 6:0, 6:1      |

### Doppel

#### Turniersiege
| Nr. | Datum         | Turnier | Belag       | Partner         | Finalgegner                    | Ergebnis          |
| --- | ------------- | ------- | ----------- | --------------- | ------------------------------ | ----------------- |
| 1.  | 12. März 2006 | Kyōto   | Teppich (i) | Jonathan Marray | Prakash Amritraj Rohan Bopanna | 6:4, 3:6, [14:12] |